# Filippo Pozzato
Filippo Pozzato (Sandrigo, 10 settembre 1981) è un ex ciclista su strada e pistard italiano.
Passista veloce, professionista dal 2000 al 2018, vinse la Milano-Sanremo 2006, due tappe al Tour de France e una al Giro d'Italia.

## Biografia
Nato a Sandrigo, in provincia di Vicenza, da papà Carlo e mamma Franca, ha una sorella maggiore, Pamela. Ha conseguito un diploma di scuola professionale, quello di programmatore di macchine utensili. Risiede a Montecarlo.
In seguito al ritiro ha fondato la società PP Sport Events che si occupa di organizzare gare ciclistiche tra cui il Mondiale Gravel 2022, il Giro del Veneto, la Serenissima Gravel, e la Veneto Classic.

## Carriera

### Gli esordi
All'età di quattro anni iniziò a giocare a hockey su pista nelle giovanili della squadra del suo paese, Sandrigo, rimanendovi per otto stagioni; nel ciclismo cominciò a gareggiare invece a dodici anni di età. Considerato già da adolescente una promessa delle due ruote – aveva vinto 17 corse tra gli allievi, incluso il campionato italiano su strada – si mise particolarmente in luce tra gli juniores, aggiudicandosi 20 gare oltre a quattro medaglie iridate, nella fattispecie un argento e un bronzo ai mondiali su strada 1998 di Valkenburg, nonché un argento e un bronzo rispettivamente ai mondiali su pista 1998 dell'Avana e a quelli di Atene dell'anno dopo.

### 2000-2004: il debutto nel professionismo e i primi successi
Nel 2000, a differenza di molti suoi coetanei, passò dagli juniores direttamente al professionismo, dopo aver saltato la categoria dilettantistica: entrò così nel gruppo giovani della Mapei-Quick Step, diretto da Roberto Damiani e già vivaio di talenti come Fabian Cancellara, Bernhard Eisel, Patrik Sinkewitz, Evgenij Petrov e Michael Rogers, potendo così confrontarsi con atleti più anziani e guadagnare subito esperienza benché solo diciottenne. Nel 2002 il gruppo giovani Mapei divenne una squadra a sé stante, di categoria GS3 e con 13 corridori in rosa sotto la direzione di Luca Guercilena; Pozzato cominciò a gareggiare con continuità tra i professionisti conseguendo ben 14 vittorie, comprese due tappe al Tour de l'Avenir e la classifica generale della Vuelta a Cuba. Fu anche secondo ai campionati italiani a cronometro e ottenne la convocazione in Nazionale, la prima con gli élite (allora il più giovane italiano di sempre a riuscirci), per la prova contro il tempo dei mondiali di Zolder, competizione che concluse al quattordicesimo posto a un minuto e mezzo dal vincitore Santiago Botero.
Per la stagione seguente, dopo lo scioglimento della Mapei, si accasò alla Fassa Bortolo di Giancarlo Ferretti insieme al già compagno di squadra Cancellara e al direttore sportivo Damiani. Proprio in quel 2003 ottenne due importanti vittorie, al Trofeo Laigueglia e nella classifica generale della Tirreno-Adriatico; prese quindi il via in numerose classiche di primavera, Milano-Sanremo, Giro delle Fiandre, Gand-Wevelgem, Liegi-Bastogne-Liegi e Amstel Gold Race. In giugno si piazzò secondo, dietro a Paolo Bettini, nella prova in linea dei campionati italiani, e una settimana dopo si aggiudicò il Trofeo Matteotti a Pescara. Nel 2004 vinse di nuovo il Trofeo Laigueglia, e si impose inoltre nella tappa di Saint-Brieuc al Tour de France (primo grande Giro cui prese parte in carriera). In quella stessa estate venne convocato per far parte della squadra italiana ai Giochi olimpici di Atene: nella prova in linea chiuse 67º, dopo aver contribuito alla vittoria del capitano Paolo Bettini, mentre a causa di una banale influenza perse l'occasione di partecipare alla cronometro olimpica.

### 2005-2008: le vittorie ad Amburgo, Sanremo e Tour

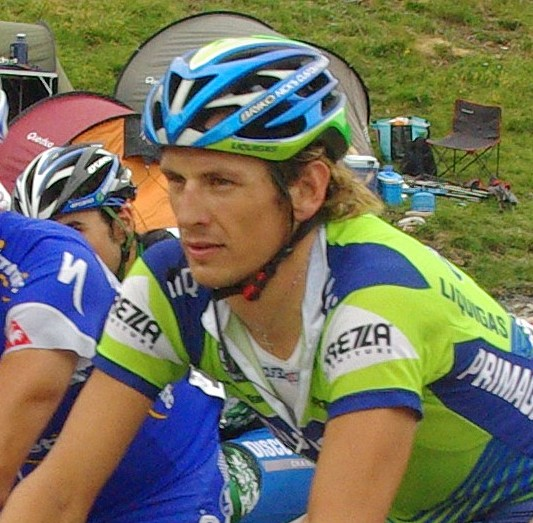
Filippo Pozzato con la divisa della Liquigas al Tour de France 2007

A partire dalla stagione 2005 Pozzato si trasferì alla Quick Step-Innergetic, l'allora squadra del campione olimpico Bettini, firmando un contratto di due anni per circa 700 000 euro a stagione. Corse il Giro d'Italia per la prima volta, poi al campionato italiano su strada, nel mese di giugno, venne beffato allo sprint dal giovane neoprofessionista Enrico Gasparotto; nella seconda metà della stagione vinse tuttavia in successione la HEW Cyclassics di Amburgo, importante prova del circuito ProTour, il Giro del Lazio e una tappa al Giro di Germania. Il 18 marzo 2006 fece sua la "Classicissima", la Milano-Sanremo, grazie ad uno scatto nel finale ed alla tattica di squadra (Paolo Bettini ed il campione del mondo Tom Boonen si sacrificarono a coprire la fuga del proprio compagno). Nel prosieguo di stagione arrivarono per il vicentino numerosi piazzamenti, quarto alla Gand-Wevelgem, terzo alla Vattenfall Cyclassics, sesto al Grand Prix de Ouest-France, decimo al campionato di Zurigo e alla Parigi-Tours, e un'unica ulteriore vittoria, in una tappa del Tour of Britain.
Per l'annata 2007 si trasferì alla Liquigas di Roberto Amadio. Nel mese di febbraio, dopo il terzo posto al Trofeo Laigueglia, si aggiudicò in Francia il Tour du Haut-Var; sei giorni dopo colse un'importante affermazione in Belgio sul pavé del "Piccolo Fiandre", l'Omloop Het Volk, battendo Juan Antonio Flecha e l'ex compagno di squadra Tom Boonen. Al Tour de France si piazzò terzo nella seconda frazione, battuto da Gert Steegmans e Boonen, salvo poi rifarsi vincendo in volata, su Óscar Freire e Daniele Bennati, la quinta tappa ad Autun ed entrare al contempo nei primi tre della classifica generale (vi rimase per due giorni). Tra agosto vinse anche il Trofeo Matteotti, una tappa al Tour de Pologne e il Gran Premio Industria e Commercio di Prato.
Nel 2008, alla prima gara dell'anno, fu subito protagonista: il 15 febbraio si aggiudicò infatti in volata la prima tappa del Giro della Provincia di Grosseto, e due giorni dopo fece sua anche la classifica generale finale della corsa toscana. Il 22 marzo si classificò quindi secondo alla Milano-Sanremo, alle spalle del solo Fabian Cancellara, mentre il 6 aprile fu sesto al Giro delle Fiandre. Vestì poi per un giorno, in agosto, la maglia oro di leader della Vuelta a España, in seguito alla vittoria della sua Liquigas nella cronosquadre di apertura della corsa, a Granada; in quella Vuelta sarà anche secondo nella sedicesima tappa.

### 2009-2011: il tricolore e la vittoria di tappa al Giro

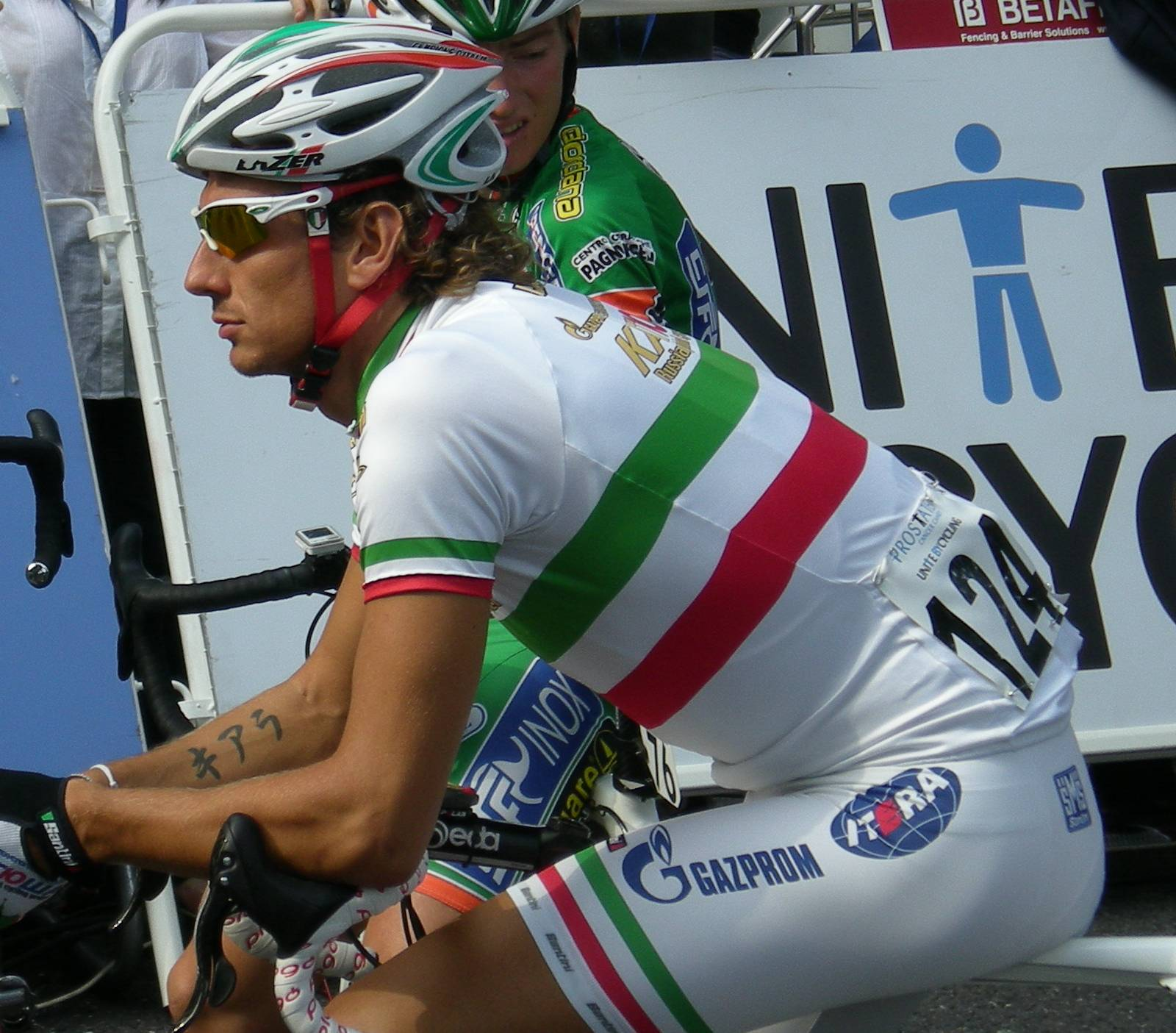
Filippo Pozzato con la maglia di campione nazionale al Tour of Britain 2009

Nel 2009 lasciò la squadra di Amadio per passare al neonato team russo Katusha assieme al massaggiatore personale Del Gallo. Con la nuova squadra vinse l'E3 Prijs Vlaanderen, chiuse quinto al Giro delle Fiandre e, una settimana dopo, secondo alla Parigi-Roubaix superato dal belga Tom Boonen. Il 28 giugno, battendo Damiano Cunego in una volata di gruppo presso l'autodromo Enzo e Dino Ferrari di Imola, aggiudicandosi la Coppa Placci, si laureò per la prima volta campione d'Italia in linea, potendo così indossare per un anno la maglia tricolore. È poi ancora protagonista nella gara di un giorno, arrivò infatti primo sia al Giro del Veneto che al Memorial Cimurri.
Nel 2010, dopo il settimo posto alla Parigi-Roubaix, partecipò al Giro d'Italia; si classificò secondo, preceduto dal solo Matthew Goss, nella nona tappa con arrivo a Cava de' Tirreni, ma si riscattò pochi giorni dopo vincendo in volata ristretta la dodicesima frazione a Porto Recanati. Successivamente prese il via alla Vuelta a España, in cui si piazzò terzo nella diciannovesima tappa, battuto da Philippe Gilbert e da Tyler Farrar. Il 3 ottobre fu quindi quarto nella prova in linea dei campionati del mondo di Melbourne, preceduto in volata dal norvegese Thor Hushovd, dal danese Matti Breschel e dall'australiano Allan Davis.
L'anno 2011 è particolarmente sfortunato per Pozzato. Ad inizio stagione mette a referto un unico risultato degno di nota, il quinto posto alla Milano-Sanremo. La sua stagione è successivamente segnata dalla frattura della clavicola e dal rapporto deterioratosi con Tchmil, team manager del Team Katusha. Sul finire della stagione, il 9 ottobre, Pozzato tuttavia si riscatta parzialmente giungendo primo, in solitaria, sul traguardo del Gran Premio Bruno Beghelli.

### 2012: l'anno alla Farnese Vini e la sospensione
Nel 2012 Pozzato torna in Italia: lascia infatti la Katusha e si accasa alla Farnese Vini-Selle Italia, squadra Professional Continental con licenza britannica ma con sede operativa in Toscana. Prima della partenza della quinta tappa del Tour of Qatar cade e si frattura la clavicola. Rientrato alle corse, tra marzo e aprile si classifica sesto alla Milano-Sanremo, nono alla Gand-Wevelgem, secondo al Giro delle Fiandre (preceduto in uno sprint a tre da Tom Boonen), e si aggiudica il Gran Premio Industria e Artigianato a Larciano. Dopo un Giro d'Italia che lo vede costretto al ritiro per una frattura allo scafoide della mano destra, torna alle corse in giugno, venendo anche convocato dal C.T. Bettini per un raduno di tre giorni a Levico Terme per preparare i Giochi olimpici e i campionati del mondo. Il 28 giugno viene però deferito dalla procura antidoping del CONI per le frequentazioni con il medico Michele Ferrari, inibito a vita, nel periodo 2005-2010; escluso dai Giochi olimpici, in settembre viene anche squalificato tre mesi e condannato al pagamento di 10.000 euro di ammenda dal Tribunale Nazionale Antidoping, dovendo così saltare anche i mondiali.

### 2013-2015: il triennio alla Lampre
Nel 2013 si trasferisce alla Lampre-Merida, con cui rientra alle corse in gennaio al Tour de San Luis; nei primi mesi dell'anno vince quindi il Trofeo Laigueglia e si classifica secondo alla Roma Maxima (nell'occasione alza le braccia sul traguardo pensando di aver vinto, ma era stato anticipato da Blel Kadri giunto in solitaria). Dopo aver corso il Giro d'Italia ritirandosi, tra agosto e settembre vince la Coppa Agostoni e il Grand Prix de Ouest-France a Plouay (gara valida per il World Tour), e si piazza terzo al Gran Premio Costa degli Etruschi. Convocato in Nazionale per i campionati del mondo di Firenze, conclude la prova al diciassettesimo posto.

## Palmarès
- 2002 (Mapei-Quick Step-Latexco, tredici vittorie)

11ª tappa Vuelta a Cuba (Cronometro)
Classifica generale Vuelta a Cuba
Giro del Lago Maggiore
Prologo Tour de Normandie
2ª tappa Tour de Normandie
3ª tappa Tour de Normandie
5ª tappa Tour de Normandie
Tour du Lac Léman
4ª tappa Giro di Slovenia
7ª tappa Giro di Slovenia
Prologo Bohemia Tour
1ª tappa Tour de l'Avenir (Cronometro)
5ª tappa Tour de l'Avenir
- 2003 (Fassa Bortolo, cinque vittorie)

Trofeo Laigueglia
Giro dell'Etna
2ª tappa Tirreno-Adriatico (Sabaudia > Tarquinia)
Classifica generale Tirreno-Adriatico
Trofeo Matteotti
- 2004 (Fassa Bortolo, tre vittorie)

Giro della Liguria
Trofeo Laigueglia
7ª tappa Tour de France (Châteaubriant > Saint-Brieuc)
- 2005 (Quick Step-Innergetic, tre vittorie)

Classica di Amburgo
Giro del Lazio
2ª tappa Giro di Germania (Pegnitz > Bodenmais)
- 2006 (Quick Step-Innergetic, due vittorie)

Milano-Sanremo
3ª tappa Tour of Britain (Bradford > Sheffield)
- 2007 (Liquigas, sei vittorie)

Tour du Haut-Var
Omloop Het Volk
5ª tappa Tour de France (Chablis > Autun)
Trofeo Matteotti
6ª tappa Tour de Pologne (Dzierżoniów > Jelenia Góra)
Gran Premio Industria e Commercio di Prato
- 2008 (Liquigas, due vittorie)

1ª tappa Giro della Provincia di Grosseto
Classifica generale Giro della Provincia di Grosseto
- 2009 (Team Katusha, cinque vittorie)

E3 Prijs Vlaanderen
1ª tappa Tre Giorni di La Panne (Middelkerke > Zottegem)
Coppa Placci (valida Campionato italiano, prova in linea)
Giro del Veneto
Memorial Cimurri
- 2010 (Team Katusha, una vittoria)

12ª tappa Giro d'Italia (Città Sant'Angelo > Porto Recanati)
- 2011 (Team Katusha, una vittoria)

Gran Premio Bruno Beghelli
- 2012 (Farnese Vini, una vittoria)

Gran Premio Industria e Artigianato
- 2013 (Lampre-Merida, tre vittorie)

Trofeo Laigueglia
Coppa Agostoni
Grand Prix de Ouest-France

### Altri successi
- 2002 (Mapei-Quick Step-Latexco)

Duo Normand (con Evgenij Petrov, Cronocoppie)
- 2008 (Liquigas)

1ª tappa Vuelta a España (Granada, cronosquadre)
- 2010 (Team Katusha)

Herald Sun World Cycling Classic

## Piazzamenti

### Grandi Giri
- Giro d'Italia

2005: 84º
2009: non partito (14ª tappa)
2010: 45º
2012: non partito (10ª tappa)
2013: 120º
2016: 115º
2017: 104º
- Tour de France

2004: 116º
2006: 133º
2007: non partito (15ª tappa)
2008: 67º
2009: 100º
2015: 125º
- Vuelta a España

2008: non partito (19ª tappa)
2010: non partito (20ª tappa)
2014: non partito (20ª tappa)

### Classiche monumento
- Milano-Sanremo

2003: ritirato
2004: 63º
2006: vincitore
2007: 19º
2008: 2º
2009: 22º
2010: 29º
2011: 5º
2012: 6º
2013: 33º
2014: 30º
2015: 41º
2016: 8º
2017: 31º
2018: 52º
- Giro delle Fiandre

2003: ritirato
2004: 109º
2005: 43º
2006: 13º
2007: 14º
2008: 6º
2009: 5º
2011: 38º
2012: 2º
2013: 44º
2014: 17º
2015: 12º
2016: 75º
2017: 8º
- Parigi-Roubaix

2005: ritirato
2006: 15º
2007: 35º
2008: 49º
2009: 2º
2010: 7º
2011: ritirato
2012: ritirato
2013: 22º
2014: 50º
2015: 65º
- Liegi-Bastogne-Liegi

2003: ritirato
2004: ritirato
2005: ritirato
- Giro di Lombardia

2005: ritirato
2006: 42º
2007: 19º
2010: ritirato
2012: ritirato
2016: ritirato

### Competizioni mondiali
- Campionati del mondo su strada

Valkenburg 1998 - Cronometro Juniores: 3º
Valkenburg 1998 - In linea Juniores: 2º
Verona 1999 - In linea Juniores: 4º
Zolder 2002 - Cronometro Elite: 14º
Madrid 2005 - In linea Elite: 54º
Salisburgo 2006 - In linea Elite: 51º
Stoccarda 2007 - In linea Elite: 51º
Mendrisio 2009 - In linea Elite: 21º
Melbourne 2010 - In linea Elite: 4º
Toscana 2013 - In linea Elite: 17º
- Giochi olimpici

Atene 2004 - In linea: 67º

### Competizioni europee
- Giochi europei

Baku 2015 - In linea Elite: 13º